# Phare de Calella
Le phare de Calella est un phare situé dans la ville de Calella, à 58 km au nord-est de Barcelone, dans la province de Barcelone (Catalogne) en Espagne. Il est classé Bien d'intérêt culturel à l'Inventaire du patrimoine architectural de Catalogne.
Il est géré par l'autorité portuaire du Port de Barcelone.

## Histoire
Les travaux de ce phare ont commencé en octobre 1856 sur un projet de l'ingénieur Maria Parellada. Le phare a été mis en service le 15 décembre 1859. C'est une tour cylindrique en maçonnerie de 13 m de haut, avec double galerie et lanterne entièrement en verre, en façade d'une maison de gardien d'un étage. Il possède une lentille de Fresnel de 3e ordre et émet, à une hauteur focale de 50 m, 5 flashs blancs toutes les 20 secondes visibles jusqu'à 33 km en mer.
Pendant la Guerre civile espagnole la station a été fortifiée avec des armes antiaériennes et il a été attaqué plusieurs fois, mais non lourdement endommagé. Il est érigé sur une colline derrière la plage sur le côté ouest de Calella. Il est désormais visitable.
Identifiant : ARLHS : SPA076 ; ES-30810 - Amirauté : E0448 - NGA : 5888.
|                            |
| Double galerie et lanterne |

|          |
| Le phare |

### Lien connexe
- Liste des phares d'Espagne